# جوردن بيرت
جوردن بيرت (بالإنجليزية: Jordan Burt)‏ (19 أغسطس 1990 بإلخارت في الولايات المتحدة - ) هو لاعب كرة قدم أمريكي في مركز الوسط. لعب مع نادي شمال كارولاينا وIndiana Invaders ‏ ونادي كولورادو سبرينغس وCrossfire Redmond ‏ وReal Colorado Foxes ‏ وSouthern California Eagles ‏ وRochester Thunder ‏.

## وصلات خارجية
- جوردن بيرت على موقع الدوري الأمريكي (الإنجليزية)
- جوردن بيرت على موقع قاعدة بيانات كرة القدم.إي يو (الإنجليزية)
- جوردن بيرت على موقع Soccerway.com (الإنجليزية)